# ベネディクト・シャルナー
ベネディクト・シャルナー（Benedict Scharner、2005年4月12日 - ）は、オーストリア出身のサッカー選手。元U-17オーストリア代表。SKNザンクト・ペルテン所属。ポジションはミッドフィールダー。

## 経歴

### クラブ
地元クラブのSVヴィーナーヴァルトでサッカーを始める。2018年2月、オーストリア・ブンデスリーガ1部に属するSKラピード・ウィーンのアカデミーに移籍する。2018-19シーズンからはニーダーエスターライヒ州サッカー協会が運営するアカデミー"AKAザンクト・ペルテン"に所属し、各年代別のチームで経験を積む。
2022-23シーズン、オーストリア・ブンデスリーガ2部のSKNザンクト・ペルテンに移籍する。
2022年7月、SKラピード・ウィーンⅡ戦において、オーストリア・ブンデスリーガ2部デビューを果たす。このデビュー戦では交代直後2分でプロ初得点を記録した。

### オーストリア代表
2019年10月、U-15オーストリア代表としてプレーする。
2021年9月、U-17オーストリア代表としてデンマーク代表との試合でデビューする。